# Гіяс ад-дін Азам-шах
Гіяс ад-дін Азам-шах (перс. غیاث‌الدین اعظم شاه, бенг. গিয়াসউদ্দীন আজম শাহ; д/н — 1411) — султан Бенгалії в 1390—1411 роках. Його період відомий як «золота доба» середньовічної бенгальської літератури.

## Життєпис
Походив з династії Ільяс-шахів. Син Сікандар-шаха I. Замолоду звався Азам-хан. 1390 року з невідомих причин повстав проти батька, захопивши важливі міста Сатгаон і Сонаргаон. У вирішальній битві біля Гоалпари завдав поразки Сікандар-шаху I. якого було вбито при втечі, незважаючи на наказ Азама зберегти тому життя. Посів трон, прийнявши ім'я Гіяс ад-дін Азам-шах.
Спочатку завдав поразки Гаджанки, магарджи Камати, який визнав зверхність султаната. Потім змусив підкоритися державу Ахом. До 1400 року було підкорено землі сучасної Бангладеш, штатів Біхар, Орісса.
Продовжив політику батька з розвитку дипломатичні контактів. Було встановлено відносини з мінським імператором Чжу Ді, зміцнено торговельні відносини з султанатами Суматри, Малакки та Яви, встановлено — з державою Джафна, Мальдівським і Аджуранським султанатами, Абісиінією. Зберігав мирні відносини з джаунпурськими султанами на півночі, закріпивши статус-кво в кордонах на 1394 рік. 1410 року відправив кошти Хасану ібн Аджлану, шаріфу Мекки, для спорудження мадрас в Мецці.
Багато зусиль доклав до створення міцної судової системи, демонструючи усіляко дотриманню права й законів (про це складено багато історій та легенд) та розвитку перської та бенгальської культури.
Помер 1411 року. Трон спадкував його син Сайф ад-дін Гамза-шах.

## Меценат
Був покровителем вчених і поетів. Листувався з перським поетом Гафізом (іноді у вигляді окремих рядків вірша, який інший повинен був продовжити). Розповідь про початок цього листування міститься в книзі Абульфазла Алламі та Ріяда ас-Салатіна «Аїн Акбарі». Через похилий вік Гафіз відхилив пропозицію султана прибути до Бенгалії.
На замовлення Азам-шах склав твір «Юсуф-Зулеха» бенгальський мусульманський поет Шах Мухаммад Сагір. Поет Кріттібас Оджа переклав «Рамаяну» бенгальською під назвою «Кріттівасі Рамаян».